# Turócdivék
Turócdivék (szlovákul Diviaky) egykor önálló község, ma Stubnyafürdő városrésze Szlovákiában, a Zsolnai kerület Stubnyafürdői járásában.

## Fekvése
Stubnyafürdő központjától 1 km-re északnyugatra fekszik.
Vasútállomását érinti a 170-es vonal és innen indul a 171-es vonal.

## Története
1260-ban „Dyvak” néven említik először. A későbbiekben „Dyvak”, „Divék”, „Dyweck”, „Dyuek”, „Diwek”, „Gyuuek” alakban fordul elő a korabeli forrásokban. A Felvidék egyik legrégibb és leggazdagabb családjának, a Divéky családnak a birtokában állt. A nemzetség központja Visegrád vára volt, ez azonban a 13. században elveszítette jelentőségét. Reneszánsz kastélya 1630 körül épült, majd a 18. század közepén felépült az új rokokó kastély is. 1785-ben 364 volt a lakosok száma.
A 18. század végén Vályi András így ír róla: „DIVEK. Divjaki. Tót falu Túrócz Vármegyében, földes Ura Plati Uraság, lakosai katolikusok, fekszik Szernovitza vize mellett, Szent Mihályhoz közel ’s ennek filiája, Ivántsinától fél mértföldnyire, díszesíttetik Plati Uraságnak kastéllyával, határbéli földgye termékeny, és könnyen miveltetik, réttye tsak egyszer kaszáltatik, tűze fája elég, alkalmatossága keresetre a’ szomszéd Bánya Városokban, és fördőkben, Mosóczon piatzozása, van a’ községnek négy kaszás alá való réttye, jó tulajdonságai szerént, első Osztálybéli.”

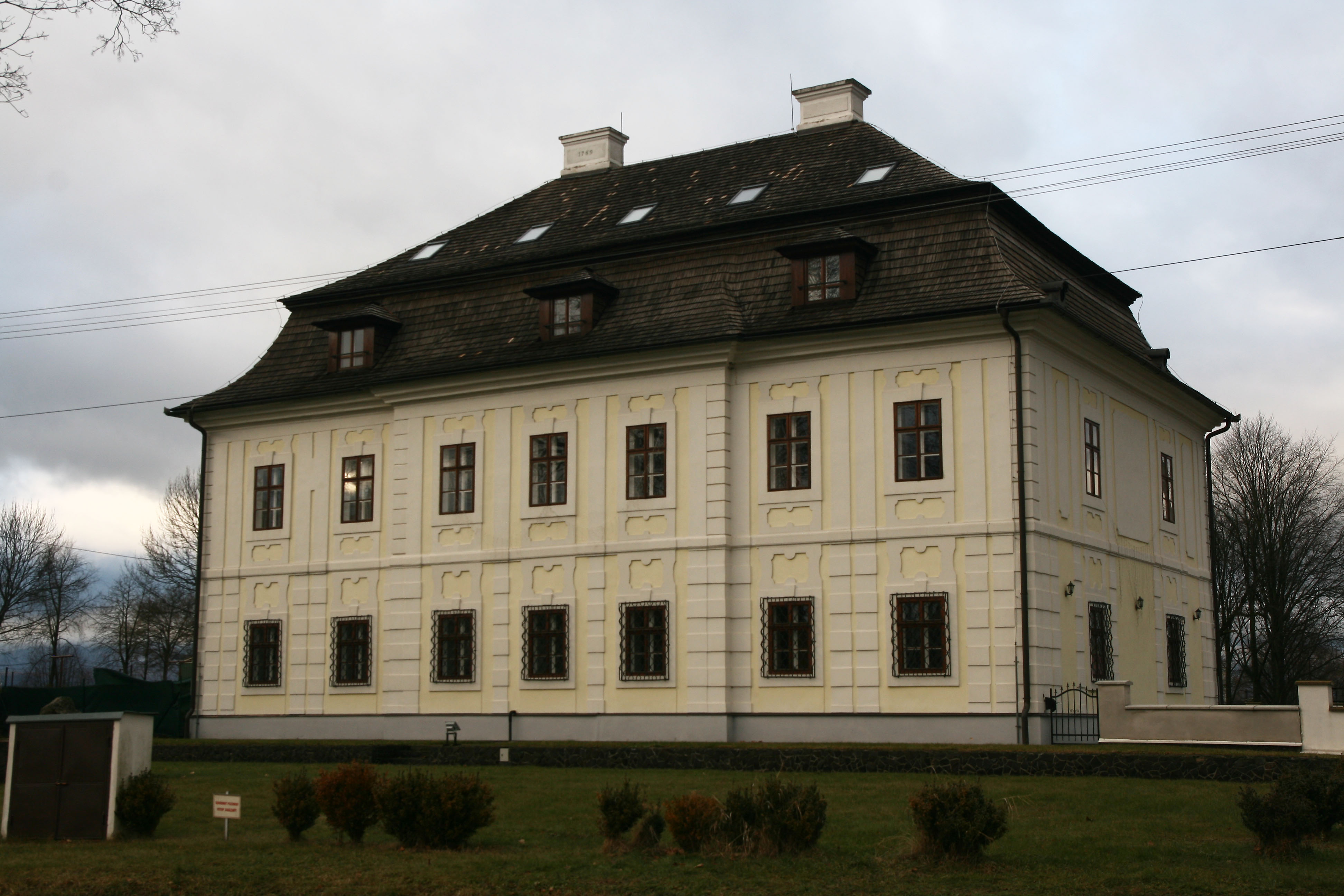
A rokokó kastély

1828-ban már 526-an lakták. 1833-ban harangláb épült a faluban.
Fényes Elek 1851-ben kiadott geográfiai szótárában így ír a faluról: „Divék, (Divjaki), Thurócz m. tót falu, a Zsarnocza patakja mellett: 80 kath., 296 evang. lak. Határja róna és termékeny; rétjei kövérek; erdeje és szép kastélya vagyon. F. u. Plathy familia. Ut. p. Rudnó.”

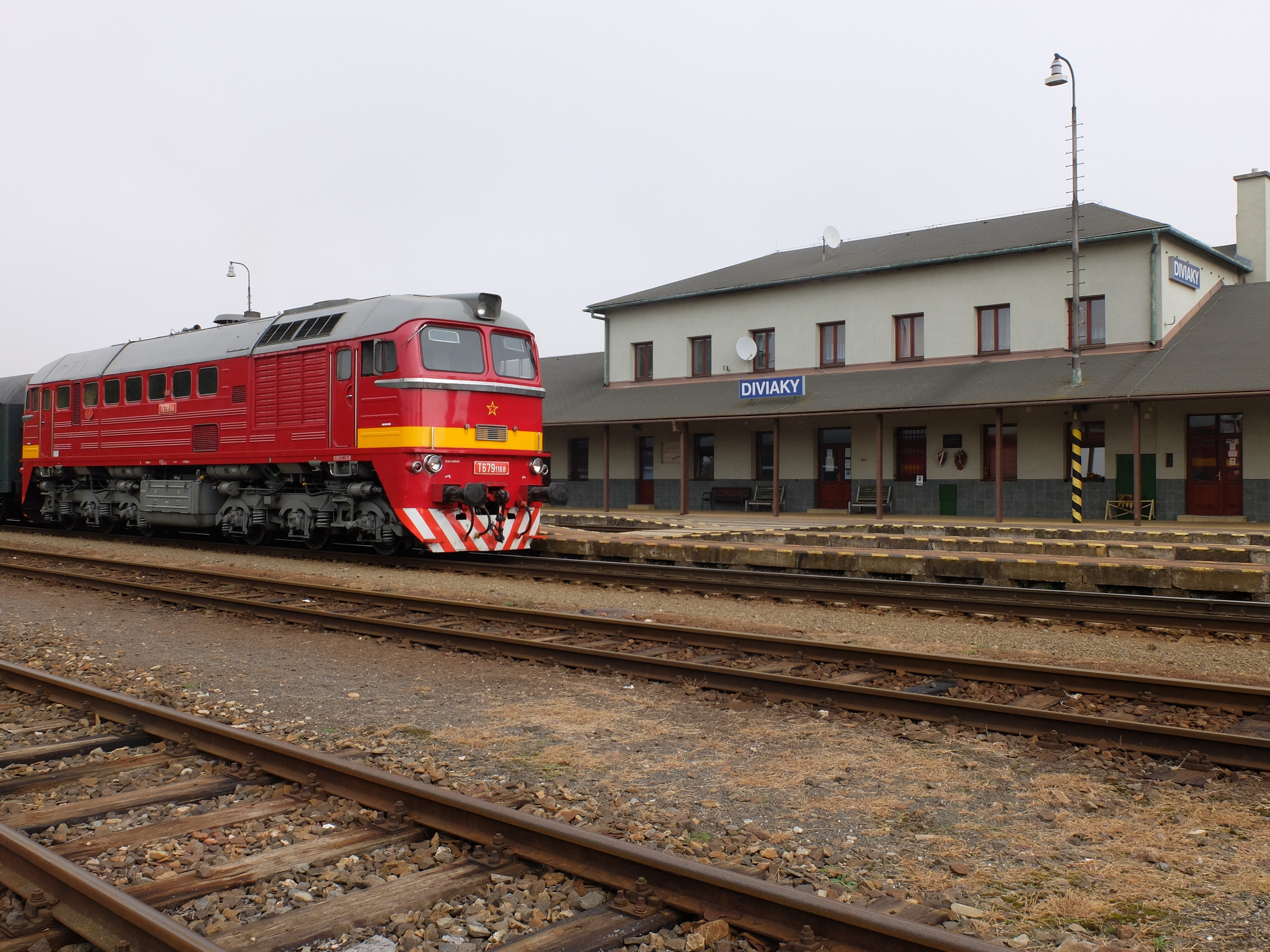
Vasútállomás

1854-ben új evangélikus iskola épült. 1872-re megépült a Ruttka–Felsőstubnya–Pelsőc-vasútvonal, melynek Divék az egyik állomása lett. 1910-ben 596-an, többségében szlovákok lakták, jelentős magyar kisebbséggel. A trianoni békeszerződésig Turóc vármegye Stubnyafürdői járásához tartozott.
1952-óta Stubnyafürdő része.

## Nevezetességei
- A településen 17. századi késő reneszánsz várkastély áll, melyet 1762-ben átépítettek. Építtetője Platthy Ferenc. A 18. század végén a Pongrácz grófokhoz került. 1952-58 között restaurálták, ma múzeum.
- Másik kastélya rokokó stílusú.